# Petros Pipilis
Petros Pipilis (in greco Πέτρος Πιπιλης?; fl. XX secolo) è stato un maratoneta greco.
Partecipò alla maratona dei Giochi olimpici di Saint Louis 1904 ma non riuscì a completarla.